# Bunkier (film 2001)
Bunkier (tytuł oryg. The Hole) – brytyjski thriller psychologiczny produkcji w reżyserii Nicka Hamma z 2001 r. Bazujący na powieści Guya Burta, stanowi swoisty miks gatunkowy – ścierają się w nim bowiem elementy thrillera, dramatu, kryminału i horroru. Motywem przewodnim filmu jest czwórka nastolatków, która wskutek niefortunnego zbiegu okoliczności zostaje uwięziona w bunkrze gdzieś na terenie Wielkiej Brytanii.
W Stanach Zjednoczonych film znany jest pod tytułem After The Hole. TVP wyemitowała ten film pod nazwą Bunkier, tytuł ten jednak niewiele ma wspólnego z oryginalnym, który może być przetłumaczony na język polski jako dziura, nora lub otwór.

## Obsada
- Thora Birch – Liz Dunn
- Keira Knightley – Frances 'Frankie' Almond Smith
- Desmond Harrington – Mike Steel
- Laurence Fox – Geoffrey 'Geoff' Bingham
- Daniel Brocklebank – Martyn Taylor
- Embeth Davidtz – dr Philippa Horwood